# Relations entre les îles Pitcairn et l'Union européenne
Les relations entre les îles Pitcairn et l'Union européenne reposent sur le fait que les îles Pitcairn sont un pays et territoire d'outre-mer de l'Union européenne (c'est-à-dire, un territoire d'un État membre situé hors de l'Union européenne).

## Aide au développement
Les Malouines ont bénéficié au titre du 9e Fonds européen de développement de 2 millions d'euros. Au titre du 10e, elle a bénéficié de 2,4 millions d'euros.

## Exceptions aux politiques communautaires
| États membres et territoires | Dans l'Union ? | Application du droit de l’Union | Exécutoire devant les tribunaux | Euratom | Citoyenneté de l'Union | Élections du Parlement | Espace Schengen | Espace TVA | Territoire douanier de l’Union | Marché commun européen | Zone euro |
| ---------------------------- | -------------- | ------------------------------- | ------------------------------- | ------- | ---------------------- | ---------------------- | --------------- | ---------- | ------------------------------ | ---------------------- | --------- |
| Îles Pitcairn                | Non            | Application minimale (PTOM)     | Oui                             | Oui,    | Oui                    | Non                    | Non             | Non        | Non                            | Application partielle  | Non (NZD) |